# パワプロクンポケット12
『パワプロクンポケット12』（パワプロクンポケットじゅうに）は、2009年12月3日にコナミデジタルエンタテインメント（KDE-J）から発売されたニンテンドーDS用のゲーム。パワプロクンポケットシリーズの中の一作。キャッチコピーは「めちゃめちゃ遊べるプロ野球ゲーム!」。

## 概要
従来通りアクション野球がグラフィック面や演出面などが大幅に進化し、初心者でも簡単に打撃操作が出来るフルダケシステムが導入され、より本格的かつ初心者から上級者でも遊びやすい作りになっている。
前作で初登場した試合のみで育成するサクセス「グッピー」モードがさらに進化し、保存できるアレンジチームの数と球場が大幅に増加し、今までのモード面もさらに磨きをかけ、さらにボリュームアップしている。
さらに、ニンテンドーDSiとニンテンドーDSi LLのカメラ機能を使った要素が追加された。そのため、本作のDSカードはニンテンドーDS・DSi共通カードとなっている。
また、前作と同様に公式サイトで行われた質問コーナーであったユーザーの要望のいくつかが本作に採用されている。ただし、公式サイト内の質問コーナーが今作にはない。
2010年7月15日より、シリーズで初めて価格が大幅に安くなった廉価版として発売された（ゲーム内容は同じ）。
新しい要素などが大幅に追加された分、いくつかのバグも確認されている（バグ項目参照）。後に発売された廉価版ではバグが修正されている。

### 公式発表されたバグ
2010年1月31日よりコナミカスタマーサポートセンターより下記に記述されているバグが公式発表された。現在は終了しているがこの対応についてはソフト交換にて行われていた。なお、「サブポジ○」「サブポジ△」のバグに該当する選手40名は交換の際に同封されるパスワードによる対応で、カメラ機能搭載されている機種ではQRコードを利用し、それ以外の機種ではパスワードを直接入力してこれらの特殊能力が付いていない選手が登録される。ただし、ウグイスコールは設定されていないので選手アレンジで一度設定する必要がある。また、パスワード選手のためWi-Fi対戦ではこれらの選手は使用できない。同封されたパスワード選手の名前が間違っていたり、交換後のソフトにもウグイスコールや登録名のミスも多少存在し、改善されていない箇所もある。後に廉価版で発売されたソフトでは下記のバグが修正されている。
- 裏サクセスでスタートボタンまたはセレクトボタンを押しながらクエスト選択画面に入ると全てのクエストが選択できる。
- 特殊能力「サブポジ○」を持った選手がメインポジションを守ると守備能力が激減する。（該当する選手は#12球団収録選手一覧を参照）
- 一部収録選手の実際の登録名とゲーム内でのウグイスコール・実況が大きく異なる。
- アレンジチームでペナントを行うと、数試合後に選手がCOMチームと全員入れ替わる。
- 先発投手に効果のある特殊能力「ホーム○」を持つ中継ぎ・抑え投手が多い。

ウグイスコールが間違っている選手
| 球団 | 選手     | 正       | 誤       |
| ---- | -------- | -------- | -------- |
| 中日 | 小山桂司 | おやま   | こやま   |
| 広島 | 青木高広 | あおき   | たかぎ   |
| 楽天 | 山﨑武司 | やまさき | やまざき |
| 西武 | 中島裕之 | なかじま | なかしま |

## 主な新要素・変更点
アクション野球
- 全体的にグラフィックが向上し、影や芝生の色などの細部に渡り改良された。
- 様々な演出が大幅に強化され、攻守交替やホームランのムービーが追加された。
- ミートカーソル設定の1つ「ロックオン2」が「フルダケ」に変更された。
  - 文字通り野球盤のようにタイミング良く振るだけの操作で、選手能力のミートカーソルに関係なく打撃操作が苦手なユーザーでも簡単に打つことができ、バント操作も高さ調整のみ自動になりバントがやりやすくなった。フルダケでもミート打ちと強振打ちの切り替えは可能。ただし、ストライクゾーンが非表示でストライクとボールの見分けがしづらくなっており、たとえ打ってもフライやゴロになりやすくなり、ボール球のときにわざと死球にさせる行為も出来なくなっている。
- 下画面のデザインが改良され、打撃投球時は選手のミニ顔と投手の持っている変化球が表示されるようになった。また、走塁時のスピードアップボタンが2つに戻された。
- 実況パワフルプロ野球NEXTと同じく、投手のスタミナゲージと投球数が投球時も表示されるようになった。これにより、投手の状態がスムーズに確認できるようになった。
- 打撃投球時、前作まではバッターの弾道・ミート・パワーが成績と同時に表示されていたが、今作ではミートのかわりに走力が表示されるようになった。
- 試合球場が4種類追加された（サクセス中のみの球場が2種類あるため、実質は6種類である）。これらの球場には12球団の本拠地に似たような特色がある。今作では天然芝、人工芝の概念がある。また、表サクセスで登場する独自の球場はサクセス内のみになり、対戦で選べなくなった。
- 本作からスローボールでもコントロールが影響し、コースがずれたり、失投するようになった。

カード野球
- 通常の強振の時は範囲は1マスのみであったが、本作から特定の範囲内でのみ4マス分の範囲まで打てるようになった。
- ルーレットのスピードが変化する仕様が変更され、リードされるほど遅くなり、リードするほど速くなるようになった。

Wi-Fi対戦
- 守備と走塁がマニュアルで操作できるようになった。また、選手交代もマニュアルで出来るようになっているが、1イニングにつき3回までタイムの制限がある。
- 選手構成ルールから「スタンダード」（12球団に3人まで架空選手を編入可能）が無くなり、純粋な12球団のみ使用可能な「プロ」と、無制限の「エキスパート」の2つに絞られた。
- 選べるイニング数が3,9から5,9に変更された。
- 試合中に降参する機能が追加され、タイム中に降参を選ぶことで負けになるが途中でやめることが出来るようになった。負け扱いになるので、レーティングが減ってしまう。

サクセス
- 表サクセス
  - 序盤でアクション野球のオプションのミートカーソル設定に「フルダケ」の有無の選択が出来るようになった。そのため、開始時の初期能力が変更され、反映されるのは試合に勝った時にもらえる経験値で変化されるようになった（カード野球でも同様）。
  - ゲームオーバー時の難易度変更に加えて、野球のオプション設定の変更が出来るようになった。
  - サクセスクリア時で能力に応じたパワポケPの変換の選択があったが、本作では選手登録の同時に能力に関係なくパワポケPは20Pの獲得になり、高い能力の状態で大量のパワポケPの変換するようなことができなくなった。
  - 追加イベントはゲーム開始時のパワポケポイントによる購入ではなく、電脳野球編を3人以上作成して登録するとゲーム開始時の定期イベント短縮機能の選択肢の中で選ぶ仕様に変更された。これにより、前作で購入できなかったしあわせ草が復活した。
- グッピー
  - 選手登録に加えて、新たに全選手をアレンジチームとしてのチーム登録が出来るようになった。チーム登録した場合はチーム間の選手移動は出来ず、俺のペナントでの選手再育成は出来ない。
  - 試合数が3試合増え、全13試合までプレイできるようになった。
  - 通常勝負での選手登録仕様が変更され、3～8勝で1人、9勝は2人、10勝以上で3人もしくはチーム登録ができるようになった。
  - 通常勝負で特定条件を満たすと通常とは異なるチームと戦うことが出来るようになった。

俺のペナント
- 野手のゲーム開始時のミートカーソル設定に「フルダケ」が追加された。設定するともらえる経験値と年俸が減ってしまう。
- 球場が12種類になったことで各球団ごとの本拠地の球場が設定されるようになった。通常のペナントではリーグと同じチームにした場合でも同じように設定され、それ以外では従来通りのランダムで本拠地の球場が設定される。
- 前作までとは違い、今作では2年目に突入して以降に選手登録するとボーナスとしてパワポケP（100P）を入手でき、2年目のレギュラーシーズンを終了し選手登録すると2年目の成績が個人成績（上画面）に表示されるようになった（ただしホームラン数と打点数は255までが表示され、上限を超すと上限内の数字で表示される）。
- 能力アップで選べる特殊能力の項目がさらに増え、前作では一部のみだったマイナス特殊能力が全て選べるようになり、より欠点を持った選手を育成できるようになった。これにより、「人気者」と全ての「超特殊能力」を除いた特殊能力が全て揃った。

モード
本作から追加されたモードに加えて、モード形式が大きく変更された。
- 追加モード
  - カメラ（このモードはニンテンドーDSi ニンテンドーDSi LLのみ可能）
    - DSiカメラで撮影した写真をミニ顔として使用できるようになった。画像は最大36枚まで保存可能。
ただし、撮影写真のミニ顔を使用している選手をパスワード等で移動してもミニ顔はシルエットに変更されて反映されない。
また、撮影写真が表示されるのは1人用のモード間のみで、通信対戦などの通信プレイでは撮影写真がシルエットに変更されるため表示されない。
    - 登録した選手を2次元バーコードで出力し、カメラで読み取ることでも選手を登録できるようになった。これにより、選手のやり取りが飛躍的に容易になった。カメラ未搭載機種でもバーコード出力は可能。また、非公式なるが12以前の選手パスワードをコード変換サイトで入力して、入力した内容を2次元バーコードに変換して読み取ることでも12以前の選手でも登録可能（ただし、中には登録できない選手パスワードがあるので注意）。

  - Wi-Fi通信（選手ダウンロード）
    - Wi-Fiコネクションを利用して、各球団のプロ野球選手や歴代サクセスの選手などをダウンロードできる。ダウンロードした選手はWi-Fi対戦や俺のペナントではプレイできない。

  - 選手アレンジ
    - 獲得したパワポケPでミニ顔・背番号・ウグイスの3つの設定が出来る。ミニ顔は2P、背番号とウグイスは10P必要。
    - 元はパワポケPのモード内の項目であったが、本作で廃止になったことで追加され、背番号とウグイスは前作に比べて約3倍以上増加している。
- モード形式変更
  - 選手データ
    - パワポケ6以来のメインモードに戻され、名称が変わった。サクセスで出来た選手を確認したり、パスワード入力などが出来る。
    - 今までのデータモードであるが、攻略本では新モード扱いとなっている。

  - チームアレンジ
    - 今までにあったアレンジモードと同じであるが、本作からは直接パワポケPを支払うことでアレンジチームを選べるようになった。
    - アレンジチームの購入は元々パワポケPのモード内の項目であったが、本作で廃止になったことで追加された。その代わり、今までと比べて購入に必要なパワポケPが大幅（約10倍以上）に上がっている。

  - パワポケPモード廃止
    - 本作からパワポケPのモードが廃止され、購入はそれぞれのメインモードに変更された。パワポケPの数はモード選択画面の上画面で確認できる。
    - メインモード廃止になった理由は攻略本によると、このモードの意味が少し理解しづらいユーザーがいることで仕様を変更して廃止となった。

選手能力
- 「悪球打ち」、「帳尻合わせ」、「乱調」、「天然芝○」、「サブポジ○or△」、「ホーム○」の特殊能力を追加。ただし、本作はサブポジ○のバグの問題が公式でアナウンスされている。
- 新球種として「超スローボール」を追加。実況パワフルプロ野球NEXTとは異なり、特殊能力の取得ではなくストレート系の変化球として登場。この「超スローボール」を投げた場合、球速は---km/hと表示されるが、投球ボタンを連打するとメーターが表示される。

その他
- ミニ顔のデザインが一新され、実写のミニ顔と同じサイズに統一された。なお、DSの表サクセスと裏サクセスに登場したキャラクターは立ち絵を流用して作成されており、1~ダッシュまでの一部を除いたキャラクターはGBAのグラフィックからの流用になっている。
- ミニゲームをおまけモードで遊ぶための条件が「ポイントによる購入」から「表サクセスで1度プレイする」に変更された。
- 選べるアレンジチームが16チームになり、12チームまで登録できるようになった。その代わり、Wi-Fi対戦のスタンダードが廃止されたため、Wi-Fi対戦用のスタンダードのデータは廃止された。
- パワポケ10にて採用されていた、ゲームの初回起動時に「おためし選手」が3人登録される仕様が復活した。
- パワポケ辞典の選択画面と解説画面が上下逆になり、解説画面が見やすく、より分かりやすくなった。その代わり、選択画面が上画面になったのでタッチ操作で選ぶことができなくなった。
- キャンプモードでも球場の選択が出来るようになった。
- ホームラン競争でパワポケPがもらえるボーナスが大きく変更され、おまけモードのミニゲームを「難しい」以上の難易度をクリアすることや野球モードの対戦で通常設定で最後まで対戦することでもパワポケP（2ポイント）が入手できるようになった。

## 収録ミニゲーム
前作同様5種類のミニゲームを収録している。また、通信対応したミニゲームが複数収録される事例はシリーズ初となる。
俺のタンクは世界一!
戦車を操作して、敵を倒しながらステージを進んでいく面クリア型のシューティングゲーム。
敵、アイテム、トラップなどが配置された4つのステージを突破し、ステージ5に待ち受けるボスを倒せばクリアとなる。サクセス中ではボス戦なしの1ステージでクリアとなる。
被ダメージや時間経過によって減少するライフが設定されており、これが0になると戦車が大破して失敗となる。
このミニゲームは通信対戦に対応している。
しあわせの黄色いフサフサボール
黄色いフサフサボールを用いて本格的なテニスを行うスポーツゲーム。グラフィックはフル3Dになっている。
簡単操作の本格テニスをコンセプトとしており、基本的なショットを1ボタンで放てることは勿論のこと、着弾点の制御やスマッシュも直感的に行える作りになっている。
試合ルールはシングルマッチで、先に2ゲーム取れば勝ちとなる。サクセス中では1ゲーム取ればクリアとなる。
このミニゲームは通信対戦に対応している。
FU･NA･MU･SHI
近年のシリーズでは嫌な物と闘うシチュエーションを入れることが恒例となっており、今作ではフナムシが採用されてしまった。表サクセスの重要な局面。
岩も破壊できる銃を駆使して、迫りくるフナムシを撃退する一種の防衛ゲーム。操作にはタッチパネルのみ使用する。
迫りくるフナムシをタッチによる銃撃で撃退し、一定時間既定ラインまでの侵攻を防ぐことができればクリアとなる。
乱射を防止する要素として弾数制限が設けられており、弾切れが生じた場合は一旦リロードを行う必要がある。
難易度が「難しい」以上である場合とサクセス中の局面によってはフナムシが爆弾グモに変化し、爆弾グモは2回命中しないと倒すことが出来ない。
ラインを突破されるとこちらがダメージを受けてしまい、3回攻撃されると失敗となり、サクセス中の爆弾グモで失敗するとゲームオーバーになってしまう。
逃げるげるげる!
十字キーを利用して制限時間内にゴールを目指すミニゲームで、表サクセスの最後の局面となるミニゲーム。
画面下からいくつもの手が飛び出しており、進むにつれて手の行動範囲が広がる。
飛び出てきた呪いの手に捕まったり途中で落下してくる岩に直撃したり穴に落ちてしまうと、タイムロスしてしまうので避けながら逃げる必要がある。
時間内にゴールしなかったり迫り来る大量の呪いの手に飲み込まれてしまった場合は失敗で、サクセス中で失敗するとゲームオーバーになってしまう。
野球おみくじ
野球盤でおみくじをするミニゲーム。
野球盤のように、相手が投げてくるボールをタイミングよく打ってランクごとに異なった色のラインに入るように打つようにする。打つことができるチャンスは3回まで。
ラインに入れば色に応じてランクが上がるが、取られたり空振りをするとランクが1段階下がってしまう。ただし、ファウルの場合は変動しない。
野球盤の中に呪いの人形やほるひす人形があり、ほるひす人形に当たるとランクが2段階上がって良いアイテムを入手できるが、呪いの人形に当たってしまうとランクが2段階下がって呪いの人形（すでに持っている場合は悪いアイテム）を入手してしまう。
おまけモードのミニゲーム内の項目にはないが、下画面左下をタッチし続けるとプレイできる。

## 表サクセス 電脳野球編
シリーズ4回目のアマチュア野球編。時系列は前作（11）の3年目終了後の数か月後。
パワポケ9の表サクセスと同様に、1日刻みで行動する進行形式を取っており、カレンダーは2010年のものが使われる。また、所持金の概念を採用している。主な収入源はアルバイトで、日常生活を初めとする様々な局面で使用することになる他、余裕がある場合は主人公以外の選手の能力を強化するために使うことも出来る。そのため今作では野球センスの項目は存在しない。
本作の育成は今まで通りの経験値を使ったものであるが、今までと違って主人公ではなく電脳世界での分身であるアバターを育成するものになっており、主人公は一般人扱いになっていて現実世界でアルバイトや呪いのゲームの調査などをする役目であり、電脳世界でアバターを主人公が操作して野球の練習をするように育成するものになっている。また、本作の練習を実行できるのは投手と野手のどちらも3種類しかなく、体力最大値を上げる練習がないので上げるにはアルバイトやイベントなどで上げるしかない。その代わり、練習ボーナスでもらえる経験値が大幅に上がっており、大量の経験値を稼ぐことが出来る。練習中に怪我をするのは従来どおりにある。
今回独自の要素として心ゲージと信用度（世間評価とも呼ばれる）が存在する。どちらもイベントなどで増減していき、いずれかのゲージが0になるとゲームオーバーとなる。また、信用度はクリア条件のポイントで重要であり、心も一部のイベントで重要になる。
今回は現実世界と電脳世界の2箇所に対してうろつくことが出来るため、行動範囲がより大きくなった。
今回は野球ゲームなので表サクセス中のみ、アクション野球の試合時の選手グラフィックが通常と異なり、据え置きの実況パワフルプロ野球シリーズの最初の作品であるパワプロ'94を元にした太ったグラフィックになっている。なお、選手グラフィックの変更は次作の野球モードが搭載されており、次作はプロ野球スピリッツシリーズ風のリアル頭身モデルが採用され、今作の選手グラフィックも次作でも隠しコマンドを行うことで選択できる。なお、守備走塁画面では従来通りパワポケシリーズのもの。
本作の野球はネットゲームなので、アバターであるが選手兼彼女候補が半分以上いる。選手兼彼女候補は本編ではパワポケ3以来であり（外伝だとダッシュ以来）、本編最多の人数である。
本作でも前作同様、過去のシリーズ作品の出来事の深層の一部を知ることができる「追加イベント」が用意されているが、表サクセスを一度も未プレイにも解禁可能の前作（パワポケポイント購入による当プレイで解禁、更に規定以上の選手数作成するとイベント追加）とは違って表サクセスを3人以上作成して登録するとゲーム開始時の定期イベント短縮機能の選択肢として登場する「むしろ事件の真相を知りたい」を選ぶと追加イベントのように発生し、一部の定期イベントが詳しい内容になり、新しいイベントが追加されるようになる。なお、追加イベントが選べるのはゲーム開始時のみなので、後から選ぶことは出来ない。
自動セーフも前作と同様、ゲーム開始時のイベント短縮機能の選択後のみ。ゲームオーバーになった場合は最後にセーブした所からのやり直しになるので、こまめにセーブする必要がある。

### あらすじ
主人公は小学校時代から野球一筋でやってきたが、大学卒業後はごく普通の会社に就職することが決まったため、以後は野球と無縁の生活を送ると思っていた。しかし、就職先の会社は大学卒業寸前に倒産してしまい、主人公はフリーターになってしまう。
落ち込んだ主人公は大学時代の先輩である中山から気晴らしにとオンラインの野球ゲームを勧められるが、目を離した隙に中山は忽然と消えてしまう。彼の部屋には電源が入ったままのパソコンに、「ハッピースタジアム」という野球ゲームが映されているPCモニターが残されていた。
数日後、大学時代の親友で主人公と同じくフリーター、かつ同居人の開田と協力し、中山を助けるために「ハッピースタジアム」に挑戦する。「ハッピースタジアム」の優勝すると願いがかなうが、負けるとユーザーがこの世から消えてしまうという逸話を警戒し、負けそうになったらにケーブルを抜き物理的に強制終了するという戦法をとったが、パソコンの電源は落ちず、モニターから無数の手が現れ、開田はそれに飲み込まれてしまう。
ただ1人残された主人公は、呪いの野球ゲームの謎を解き、先輩と親友を助けるために調査を開始する。

### クリア条件
本作は章ごとではないが、ポイントごとに決められた条件を満たさないとゲームオーバーになってしまう。ゲームオーバーになると最後にセーブした所から5回までやり直しが可能となっているが、2回目以降やり直すと能力が下がってしまい、やり直す回数が多いほど能力が大きく下がってしまう。やり直し出来る回数が無くなるとファイルが消され、最初からやり直しになる。
- ポイント1「呪いの野球ゲームの情報を集めて疑いを晴らすこと」…5月29日までにうろつきで呪いの野球ゲームの情報を集めた状態である場所へ千脇に会いに行って、一定の信用度がある状態かある場所へ行って先輩のビデオテープを入手していること。千脇に会いに行ってもビデオテープがなく信用度が足りない場合はゲームオーバーになってしまう。ビデオテープの場合はお金の消費はあるが、信用度に関係なくクリアできる。
- ポイント2「予選を通過すること」…7月17日から行われる野球の予選で2勝またはネットセイバーズ戦に勝利すること。7月4日の予選参加の申し込みのイベントでの選択肢で「いや、やめておく」を選ぶと問答無用でゲームオーバーになってしまう。
- ポイント3「和桐製作所に行って和桐文雄から情報を集めること」…8月20日までにうろつきのある場所に行って、イベント中にあるミニゲームの「FU・NA・MU・SHI」をクリアすること。(8月20日になってもある場所に行っていなかったらツナミにはめられて逮捕でゲームオーバー）7月3日の定期イベントで行われる「FU・NA・MU・SHI」とは異なって、失敗してしまうとゲームオーバーになってしまう（ただし、やり直すと能力の一定以下になるまで下がる代わりに経験値がわずかに上がり、一定以下の能力になって下がらなくなった場合は経験値のみ増えることになる）。
- ポイント4「本戦で優勝すること」…8月22日から行われる野球の本戦で最後まで勝ち抜いて優勝すること。1度でも負けるとゲームオーバー。
- ポイント5「最終決戦に勝って脱出すること」…ナイトメアーズとの最終決戦に勝って、勝利後に行われるミニゲームの「逃げるげるげる!」をクリアすること。どちらもクリア必須で失敗するとゲームオーバーになってしまう。

### 登場人物

#### 主要人物
以下の〔〕の中は電脳世界内での名前
主人公〔登録名と同じ〕
内定先が倒産したためフリーターとなった不幸な若者。
開田とは大学時代の友人でルームシェアーをしている。
経済学部出身。中山先輩と開田の消失を目撃しており、二人を取り戻すために呪いのゲームへの挑戦を決意する。
開田の消失後は一人で賃金を稼いで家賃を払ったり、容疑者と疑われたり、就職を諦め家業を継ぐよう頼まれたり、命の危険が訪れたりなど歴代主人公の中では多忙な方である。
ネットゲームに関しては典型的な初心者で、それ故にアバター名を本名で姿もそのままで登録してしまった。
シングルマザーから父無しの女子中学生まで彼女とするなど、女性の守備範囲はシリーズ中でも屈指。
開田 具智（かいだ ぐち）〔不明〕22歳
主人公の親友で同居人。内定先が主人公と同じ会社だったため彼もフリーターである。呪いのゲームに負けを宣告され、サクセス序盤に姿を消してしまう。
表サクセスの相棒では初めて帽子を取った姿で、オカッパ頭。行方不明になった後、電脳世界のイベントで彼の姿を見ることが出来る。
今までのメガネを付ける相棒と違い、全員同父異母兄弟でありメガネ一族の一員なのか他人の空似なのかは公式では明言していない。
渦木 淳二（うずき じゅんじ）〔ウズキ〕32歳
中山と開田の失踪事件を捜査している警部。当初は主人公を事件の犯人と疑っていたが、捜査の過程で主人公が言う呪いのゲームの存在を確信し、主人公に協力してくれる。開田が序盤で消えてしまうため、今回は事実上彼が主人公の相棒となる。
既婚であるが、妻との生活は破綻している。本人曰く「人生最大の失敗」で、「なぜテロリストは妻を人質にとってくれないんだ。合法的にあのクズを消せるのに」と発言している。
主人公と同様にネットゲームの初心者で、アバター名を本名で登録した。
アバターは本人と同じような姿であるが髪色だけ茶色となっている。
右腕はサイボーグ化された義手であり、射撃管制機能が搭載されている。そのため非常に射撃能力が高く、彼と主人公の口を封じようとしたツナミの追っ手を返り討ちにしている。
ポジションは主人公のポジションによって異なり、主人公が投手の場合は捕手になり、野手の場合は投手になる。チームの中で捕手を任せられる唯一のメンバー。また、現実では右腕がサイボーグの技術であるためかパワポケでは珍しく、「左投げの捕手」に設定されている。
田西 幹夫（たにし みきお）〔サイデン〕
『7』から登場し続ける準レギュラーのオタク。本作では主要人物で仲間で登場。普段は奇声を発する変人であるが、ネット世界では常識人で普通の男性のアバターに扮している。ポジションは一塁手で、サブポジションは捕手と外野手。
初登場以来迷惑な役回りばかりであったが、本作では一転してインターネット世界だけ常識人で頼りになる人物になった。無職でやることが無いため、主人公に協力してくれる。
サイデンというネット上の名前の由来は、「田西」→「西田」→「サイデン」から。
浅梨 順一郎（あさり じゅんいちろう）〔BARU〕
『8』より登場するオタク。本作では主要人物で仲間で登場。名前は今まで「BARU」というあだ名で本名不明だったが、本作で本名が浅梨 順一郎だと判明。田西よりは幾分か常識人。インターネット世界では桃色髪で猫耳がある女の子のアバターに扮している。電脳世界でのアバター名もあだ名の「BARU」。
田西と同様に無職でやることが無く、主人公に協力してくれる。ポジションは二塁手で、サブポジションは遊撃手。
雇われ店長をしていたが反抗的な態度を取ったという理由で解雇され、現在はRMTなどで生計を立てている。フィギュア造形が得意で、展開によっては主人公の励ましで造型師を目指すことになる。
武内ミーナ（たけうち）〔ミーナ〕
『10』から登場し続けている女性ジャーナリスト。本作では主要人物で仲間で登場。『10』で死亡したと思われる大谷 健並に積極的に事件調査している。ツナミの設立以降に現実とインターネット両面から攻撃を受けながらも、各地の支援者を頼り活動している。
ツナミのネット支配と呪いのゲームとの何らかの関連性を睨み、チームメイトとして主人公と協力する。
アバターは水色の髪で女の子の姿である。
彼女もネットゲームの初心者でアバター名を本名で登録してしまった。ポジションは外野手で、サブポジションは捕手と一塁手。
カオル
主人公が電脳世界で最初に出会った女の子のアバター。ゲームに自信が無いため選手としての参加はできないものの、主人公の野球チームを応援してくれる。
かつて好きな人がプロ野球へ行ったらしいが、名前も所属球団も覚えていない。
その正体はサイボーグの過程でネットに適応してしまい、深層心理であるデウエスと分離したもので、デウエスはその人の深層意識（エス）が分離されたもの。自分が現実世界に生きていた頃の記憶は名前を除いてほとんど忘れてしまっているが、主人公が寺岡薫とカオルとの関連性に気づきその事を指摘したことで記憶を取り戻す。
しかし同時にその変化はデウエスを引き寄せてしまい、自分の半身であるカオルを探していたデウエスから同化を迫られることになる。一度は退散させるものの取り込まれるのは時間の問題であったため、オカルトテクノロジーの力を使い「野球の決勝戦でデンノーズがナイトメアーズに勝てばデウエスは消滅する」という呪いをかけ、主人公に希望を託す。その後デウエスに取り込まれてしまうが、デンノーズがナイトメアーズを負かしたことでデウエスが崩壊したことで分離、デウエスに取り込まれた人たちを解放するが、同じ存在であるデウエスだけに呪いをかける事はできなかったため、自身にも呪いがかかっていた。
そのためカオルにも呪いが降りかかり、最期は主人公に感謝の言葉を残して消滅した。

##### デンノーズ

###### 仲間
平良木 大（たいらぎ まさる）〔スター〕
主人公の住んでいるアパートの隣人でアイドルを自称する男。愛称は「マー君」。ユニット名は「SUN-獣士」。光GENJIを髣髴させるような格好をしている。
実年齢は40歳だが自称永遠の18歳でアバターは本人の若い頃の姿である。
ツナミネットの存在を教えた後セントラルパークへ行くと興味本位で仲間になる。仲間にならなくても最後までイベントを進めばエピローグを見ることができる珍しい例である。ポジションは遊撃手。
EL
電脳世界のどこかでうろつくと出会い、再度出会った場所へ行くと仲間になる。
アバターは銀色の髪で細顔の姿であり、正体は『9』で登場した電視炎斬。ある企業（NOZAKIグローバルシステム）からの依頼で、ツナミネットで何らかの調査を行っていた。また、ピエロとは友人らしく、本人が手が離せない時は代わりにアバターを動かしてもらっていた。
アルバムでは衛星をハッキングして准の居場所を割り出し、ピエロと共に本人に会いに行っており、9でも見られた准へのストーカーまがいの行為がさらにエスカレートしている様子が見られる。
仲間の中で唯一サクセス中で本人が登場せず、エピローグでしか登場しない。ポジションは投手。また、パワーアップすると投手・野手能力共に大幅に上昇するが、同時にマイナス能力も付く。
川合 直来（かわい なおき）〔アッシュ〕
怖そうな大男の姿だが、気が弱く口調も丁寧なアバター。プレイヤーは細身の大学生。
大学の先輩がネットでやり込みを始めた以降から行方不明となったため、先輩を探すためにネットカフェに行って調査を始めた。
現実世界のある場所に行ってから、セントラルパークへ行くと仲間になる。ポジションは外野手。
最初はとにかくアバターと知り合い登録して仲間を増やしていこうとしたが、改心して先輩を探すことに専念することになる。
山隈 虎男（やまくま とらお）〔ユウジロー〕
セントラルパークを何回かうろつくと仲間になる。
アバターは金髪の若者の姿であるが、正体は野球と子供好きの老人である。普段は公園でのんびりしながらラジオで野球中継を聴いている。
気が強く自信満々であるが、野球はすごく下手で、ただ野球をやりたいだけでネットを始めたらしい。彼女候補でないにもかかわらず、彼のイベントを最後までこなすとエピローグで野球超人伝をもらえる。ポジションは外野手。
病を患い終盤入院するが、デンノーズとしての活動は止めなかった。家族とは現在疎遠であるが、ミナという孫には好かれている。
長畠 静間（ながはた しずま）〔シズマ〕
バトルエリアに行って何回か誘うと仲間になる。ポジションは投手。
戦争についてのマニアでアバターも迷彩服を着た格好である。実際の戦争については非難する立場を取っており、「現実であってはいけないからこそこういう場（ネット）で行って発散すべき」と主張している。戦争マニアの派閥としては「ソビエト派」とのこと。
呪いのゲームの願いは、世界一の戦争ゲームが欲しいとのこと。
ネット上でクラスメイトに本名をばらされたことがきっかけで主人公と出会う。正体は小学5年生の少年であり、学級委員長らしく眼鏡をかけている。母親の頼みで夏期講習の塾へ行かなければならないので、本戦では決勝まで参加できない。
ネットは初心者ではないが、アバター名を本名で登録している事について本人は全く気にしていない。
ゼット
ファンタジーエリアへ何回か行くと仲間になる。
詳しくは彼女候補の項目参照。
アバターはコズミック･エースの絵本に出てくるヒーローを元にした姿である。
野球は全くやったことがない素人でバッティングは下手であったが、元々ブーメランを投げるのが得意であることから、投手を任される。かつてはジコーンズのメンバーであったが、「メンバーに入れても使えない」という理由でチームから追い出された。
レン
アバターは仮面をつけた姿であり、「仮面の騎士」の通称を設定してある。プレイヤーがネットに入れない時はAIbotと呼ばれるコンピュータで自動操作されている。詳しくは彼女候補の項目参照。
ネットでは現実世界とは異なり、気障な口調で話す。ポジションは三塁手。唯一のメインポジションのチームメンバーである。
パカ王子（パカおうじ）
定期イベントで登場。アバターは王子の格好である。登録名はパカ。
金に飽かせてあらゆるゲームを荒し回っているタチの悪いプレイヤー。仲間にするとチームのレベルを強化してくれるが、ゲームの操作は下手で能力は並。ポジションは外野手。
詳しくは彼女候補の項目参照。
ピンク
詳しくは彼女候補の項目参照。
ファンタジーエリアに何回か行くと仲間になる。ポジションは遊撃手、サブポジションは二塁手。
アバターはヘルメットをかぶってサングラスをつけたヒーロー風の姿になっている。野球に苦い思い出があるらしい。
ファンタジーエリアのゲームで気ままに遊んでいたが、アバターの服装や獲物の取り合いなどのしがらみに徐々に嫌気が差していき、主人公に協力することとなる。

#### 彼女候補
小池 雅美（こいけ まさみ）〔ゼット〕
ジャジメントスーパーで働く2児の母親。気さくな雰囲気と色気のせいで職場ではモテるらしい。
夫がいたが、ネトゲにハマリすぎていたため呆れられて離婚する。旦那と別れた後も何人かの男と付き合ったが、子供をほったらかしにして、ネットゲームに向かい続ける姿を見て呆れて別れていった。
獲得できる超特殊能力は投手なら「鉄腕」、野手なら「闘気」。
浅井 漣（あさい れん）〔レン〕
就職活動中の女子大生。心を持ったAIを作り出すのが夢。
アバターでの喋り方は後輩の友人の口調を真似ており、旧作に登場したある人物を思わせるような発言をしている。リアルの彼女は財布を落としたのに気付かなかったり、場所の把握が不得手で迷っているなど、やや抜けた部分が見受けられる。プロフィールによると挫折経験が少ないらしく、それ故に、主人公と何度か出くわしたことを「運命の出会い」と言ったり、夢見がちな性格でもある。そしてデウエスのデータ採取を行おうとする等、事の重大さを把握できない幼い側面も見せる。しかし一方で、自分のアバターをかなり詳細にカスタマイズしていたり、独力で自分の髪を使ってオカルトテクノロジーに組み込んだ、AI・レンちゃんver.1.00を作り上げるなど、技術者としての素養は十分ある様子。
ツナミの系列会社であるツナミエレクトロニクスを志望して採用試験でも優秀な成績を収めていたが、「ツナミ重役の指示」により落選させられてしまう。その後イベントを進めていくとワギリ株式会社に就職することになる。
時折見せる手を頬につけデレ～とする仕草が特徴的。態度には出さないが、定期イベントでアバターのカオルと電脳世界でデートしたり、いい雰囲気になっただけで好感度が下がってしまうなど、嫉妬深い性格であることも窺える。終盤では好奇心が祟ってデウエスに襲われ、選択肢がバッドだった場合、デウエスに喰われて消滅してしまう。彼女が消滅した後、主人公はそのショックで壊れてしまい、残されたAI「レンちゃん」を本人と思い込んでしまう結末となる。グッドの場合は生存し、主人公と同居する結末となる。また、寺岡薫の後を追って和桐株式会社へ就職し、新しいAIの開発を行う。
獲得できる超特殊能力は投手なら「剛球」、野手なら「奪力」。
矢橋 美保（やはし みほ）
自称CEOだが、ネットビジネスで従業員が本人のみ。公園で出会えるが会える確率はランダムで、電話番号習得してもランダムイベントが起こらないと話が進まないという、ランダム要素が強い彼女。
かなりの毒舌であり、自信過剰で負けず嫌いかつ思い込みが激しいものの、世話焼きな性格のため、根はそれほど悪くない。子供のころ相当貧乏だったせいか、金銭感覚が非常に厳しい。実は両親によりとある金持ちの許嫁に決められている。好感度によって、就職も出来ておらず将来に不安があっても主人公と共に生きることを選ぶか、主人公のことが好きではあるが、頼りなさ過ぎて二人の将来図を思い描けないということで許嫁との将来を選ぶかに結末が分岐する。
獲得できる超特殊能力は投手なら「絶倫」、野手なら「神速」。
パカーディ・ハイネン〔パカ〕
王子様風の格好からして痛い奴と思われるが、実はヨーロッパ大財閥カエサリオン（旧支配者の一角）の最後の一人。
他人にはよくバカ王子と呼ばれているが、本人は気付いておらず、パカ王子と呼ばれていると思っている。
執事の呉を連れて行動している。現実でも電脳世界でも王子の格好をしているのは「王子」という存在に憧れた結果であり、夢はドラゴンを倒して白馬に乗った王子に迎えに来てもらうこと。
男の服を着ているが性格はむしろ女の子らしく、主人公に男と思われていたことで不機嫌になったり、不用意に抱え上げたりすると怒る一方で、観覧車に2人きりで乗った時や、溺れた時の「お約束」を自ら実行したりするなど大胆な面がある。
カエサリオン当主の愛人の娘であり、貧乏な暮らしをしていた中亡くなった母の遺書で初めて自分がカエサリオン一族の人間であると知るが、一族の者にはその境遇から冷たくされており、義姉のディータとその婚約者であった呉だけが信頼できる人物だった。
姉を殺された（実際には一応生きている）恨みからジオットを「人の皮を被った悪魔」と罵る。
現在はツナミを倒すためにルッカに資金提供を行っているが、後に攻撃が失敗して無一文になってしまう。破産した後は主人公のアパートに転がり込むことになり、呉から生活費を援助してもらいながら生活する。また、至近距離であれば鋼鉄を貫ける空気銃も一緒に手渡され、後にドラコとの戦闘で運命を左右することとなる。
終盤ではツナミに対抗するために、立花二号のマフラーのチップを巡ってツナミと争う展開となり、送り込まれたドラコと交戦する。この時のミニゲームをクリアできるかによって結末が分岐し、敗れると主人公はパカに関する記憶を失い、パカ自身はジオットに捕獲された挙句、脳髄のみが培養液の中で管理され、死を与えられることなく永久に苦痛を味わい続ける生き地獄を味わう結末となってしまう。打ち倒した場合、これがきっかけで主人公と結ばれる。
獲得できる超特殊能力は投手なら「呪縛」、野手なら「緊縛」。
ピンク〔ピンク〕
『7』に登場したポケレンジャーの一員であり、壊滅した後は人間の姿になり（男と思われるのが嫌で特訓した成果とのこと）、「桃井」という偽名を用いて生活している。
かつては勝気で善悪はどうでも良く、暴れることを楽しんでいた性格だったが、様々な出来事での逆境により、現在は弱気な性格になっている。困難な状況に陥ると頻繁に半泣きになったり、緊張のあまり呂律が回らなくなったりと、『7』の時の面影などない情けない姿を見せる。また、ラッキョウを食べると酔っぱらう体質であり、酔うと余計気弱になる様子を見せる。一方で現在はボランティア活動を自ら進んで行うなど、「正義の味方」としての意識が芽生えている。ブルーのことは忘れていないが、愛情が残っているわけではなく、想いが叶わなかったことがトラウマのようになっている模様（これには自分を好きになってくれたのに、自分は好きになれなかったオレンジのことも関係している）。そのため、未だに相思相愛の恋愛映画を観ると「現実はこんな風になるわけない」と拒否反応を示してしまう。
なお、人間の姿は『9』の裏サクセスの素顔と同じ。実年齢は本人曰く「たぶん11歳」とのこと。人間に変身している状態でも、銃弾を避けたり当たっても痛いだけで済むなど、十分人間離れした身体能力を持っている。
情報収集と処理能力に長け、それを生かした「未来予測」を使う。相手の筋肉の動き等からジャンケンで30連勝するといった事も可能。一人でも呉をなんとか倒せるほどに強いが、日頃から未来予測に頼りすぎていたために反射神経が発達していなかった。だが後に、空洞である自身の体内に主人公を取り込み、彼の反射神経を生かすことでパワーアップを遂げるという技を身に着ける（なお、再び現れたデイライトを撃退する際にブラックとダークスピアに合体を強要された時には拒否した）。その後、主人公の説得によりダークスピアを倒し、ヒーロー側に付いたダークスピアから晴れて正義の味方の活動を認められ、ツナミとの戦いを再開させようとする。
獲得できる超特殊能力は投手なら「気迫」、野手なら「豪力」。
田村 典子（たむら のりこ）
主人公の隣の部屋に住む中学2年生。料理が上手でヒマワリを育てている。将来の夢は、お店で料理を作る仕事に就くこと。主人公に料理のおかずを分けてくれる心優しい性格だが、人前ではあまり笑わない。無職の父親と一緒に暮らしているが、実は彼女の父親は半年前に交通事故で死亡しており、主人公の前に度々現れていた父親は、自身も死んだことを忘れていた幽霊である。
この彼女候補で獲得できる超特殊能力はランダムであることが特徴で、任意に選ぶことができない。
彼女にはできないが、グッドエンドになると長い時を経た後に、主人公と結婚するという結末となる。

#### ライバル
島田 照幸（しまだ てるゆき）〔しまだ〕
予選一回戦で戦うSGKGKのキャプテン。正体はスクール学園高校学院高等学校のパソコン部部長。チームメイトも部員で構成されている。
学校名は『4』では「スクール学園高校」。『10』では「スクール学園高校学園」という名前で略称は「SGKG」だった。『10』での登場以降にまた1校合併されたらしく、ますます校名が長くなってしまった。近年では状況を面白がって合併したがる高校が多いらしい。
彼らの目的は優勝ではなく、予選の賞金を手に入れて最新型のパソコンを買うことであり、本戦への出場権を得ても辞退するつもりでいる。
彼のアバターは、『10』で登場した実写選手を思わせるデザインとなっている。
氏原 高彦（うじわら たかひこ）〔ぶれいぶ〕
練習試合と予選三回戦で戦うネットセイバーズのキャプテン。フリー対戦では初心者を装い、本当の初心者に勝負を持ち込み、簡単に勝ちを奪うという卑怯な手を使う。正体は、受験から現実逃避している高校三年生らしい。
ネット世界における典型的な悪質ユーザーだが、自身を守るためのセキュリティ管理は手薄。
チームのキャプテンだが、もっぱら代打で出場してくる。
ビクトル　
本戦一回戦で戦うツンドラーズのキャプテン。大会の恐ろしさを知らずに本戦出場してしまったらしい。
本戦の敵チームは全て外人なので翻訳機を通した会話になるが、彼自身は使い方をあまり把握しておらず、定型文ばかり使用する。
ラッキー　
本戦二回戦で戦うマイティブラザーズのキャプテン。関西弁（エセ関西弁）仕様の翻訳機を使っているため、関西弁で話す。かなり能力の高い遊撃手。
敗退しても身の安全を保つためにテレビ中継されながら試合をしていたが、ツナミの工作員によって妨害され、中継した映像が火災で消えてしまい失敗する。その後、デウウスに喰われてしまう。
アドミラル
予選二回戦と本戦決勝で戦うジコーンズのキャプテン。プロゲーマーとしての栄光を取り戻すために大会へ参加した。
高い実力を誇る投手。野手能力にも非の打ち所が無く、弾道4のオールAとなっている。
「プロのゲーマー集団ならどんなゲームでも上手くできる」と自分たちの実力を過信しており、主人公に言った際には「その理屈ならプロ野球選手はプロゴルファーになれるな」と言われた。
ナイトメアーズ（デウエス）
本作のラストボスチーム。選手全員がデウエスで操作され全員デウエスと同じ姿。
デウエスは最強のAIとしても機能し、あらゆるゲームにおいて凄まじい反応速度を発揮できるため、常人では相手にならないほど隙が無い。
圧倒的な戦力差に為す術も無いように思われたが、カオルと犬井による妨害を受け、まともに戦えるレベルに抑えられた。

#### 6人組
ミスターK（ミスターケイ）
未来の世界の人間であり、ツナミを創設した6人組の1人で6人組のボス。本作では名前だけ登場。当面の目的は「歴史の流れの観察」らしい。『11』では6人組から「彼」と呼ばれていたが、本作から「ミスターK」という名が定着。
犬井 灰根（いぬい はいね）
『11』より登場のツナミ日本支社の専務。追加イベントでのみ登場。
ツナミを作り上げた6人組の1人。最強のサイボーグで大神博之の護衛をしている。
自身の携帯電話に侵入してきたデウエスを感知したり、ネットの中に存在するデウエスを一時的に「殺す」ことができたりと、異常な能力を持つが、詳細は不明。
未熟ではあるが優秀な博之の手腕を高く評価しており、彼がツナミの会長に就任することを望んでいる。また仲間意識が希薄で強い野心を抱くデウエスを快く思っておらず、デンノーズと彼女の最後の戦いでは影からデンノーズの手助けをする。
上守 甲斐（かみもり かい）
『11』より登場の元ジャジメント日本支社長であった神条紫杏（6人組の1人）の元秘書であり、第4世代のアンドロイド。
ツナミを作り上げた6人組の1人で白瀬の発展系。前社長である神条紫杏への崇拝心からグループ会長の座に就こうとしない。代わりに大神博之が会長職に就くことを望んでいる。ツナミの中でもトップ30に入る戦闘力と最上級の情報処理能力を持ち、潜入用の第3世代である白瀬よりも戦闘力は高く、クモ型の爆弾が移動するように進化しているが、起爆の仕組みはそのままであるため、白瀬も彼女の爆弾を起爆させることが可能。与えられた任務に対しては冷徹そのものであるが、6人組の中では良識派であり、「彼女がツナミの最高経営者になっていれば、人類にとって良い企業になっていた可能性は高い」とプロフィールに記述されている。
追加イベントを見ない場合、和桐製作所に寺岡薫の情報を聞きに来た主人公と渦木を襲撃する場面でのみ登場するが、追加イベントでは最終的に白瀬と対決する。白瀬との戦いではお互いに武器を封じられた状況で銃撃戦に突入するも、「人生経験の差」で敗北し死亡。本来なら犬井のように敵を作らず長生きできた人物なのだろうが、紫杏への強い想いこそが彼女自身を殺す結果となった。
デウエス
本作の黒幕。ツナミを創設した6人組の1人で『11』で登場した6人組の「私」の正体。電子生命体で、その正体は科学者寺岡薫の死後、カオルと分離した深層意識（エス）が電子生命体になった存在。AIを越えた電子生命であることからオオガミの研究所に送られ、そこでオカルトの能力を付加された。この「オカルトテクノロジー」という技術により、電脳空間のみにしか存在できないデータであるにもかかわらず、モニターなどを介して現実世界に直接干渉できる。電子生命としての元からの能力である電子機器を自由自在に移動し操る力に加え、オカルトテクノロジーにより、あらかじめ定めておいた特定の条件を満たした現実の人間を「喰う」ことや、電脳世界にデータ化して引き込むことも可能。ほぼ無敵の存在であるため、携帯電話に移動してきたことを察知した犬井に一時的に「殺された」としても、世界中に配置したバックアップにより記憶の欠損無しで30分ほどで復活してしまう。
また、各国の防衛システムに介入し、核戦争を人為的に引き起こすほどの能力まであることから実質的にツナミ最強の存在でもあった。しかし、オオガミの研究者により作為のもとで性格を捻じ曲げられ、さらに「喰う」ことで取り込んだ人間達の人格を取り込んでいるため、原型であった寺岡とは似ても似つかない怪物となっている。
ハッピースタジアムの主催者であり、ツナミネットでは顔の無いアバターを使用していることから利用者たちには「顔の無い女」と恐れられている。
その行動は6人組にも制御出来なくなってきており、自らツナミの会長になることも考えていた。また、上守甲斐が死亡した際に嘲笑していたり犬井灰根とミスターKを喰おうとしたり、更には他の仲間を「連中」呼ばわりしたりと、仲間意識がほとんど無かった。いわゆるミスターK同様6人組とツナミの裏切り者。本作の物語の目的は彼女の率いる「ナイトメアーズ」を倒しデウエスを消滅させ、消えた人々を現実に戻すことがメインであるため、事実上の本作のラストボス。ハッピースタジアム決勝戦ではナイトメアーズを生み出し、圧倒的性能差で主人公達を一度は戦意喪失させるが、犬井とカオルの策でまともに戦える程度なまでにパワーダウンさせられ、敗北後は決戦前にカオルから掛けられた「デンノーズに敗れると消滅する」呪いが発動し、消滅寸前になる。それでも、主人公達を喰らって生き延びようと襲い掛かるが、それも失敗に終わり、最期は自らが幸福になれないことを嘆きつつ、消滅した。
なお、リセット座談会ではボツになったアバターが登場する。

#### ツナミ
ジオット・セヴェルス
ツナミヨーロッパ支社長。彼の行動には謎が多い。
ツナミ設立前はジャジメントの超能力者部隊を率いていた。またデウエスとも「相当やりあった」とのこと。
独特のカリスマの持ち主で、「自分の部下に二流の人間はいない」「どこか壊れている人間以外は部下としてつまらない」などと公言している人物だが、主人公に飲み物を奢らせる等、せこい一面もある。気さくでとぼけた人物に見えるが、その本性は残忍且つ狂気を帯びた性格。目をかけた相手には寛容だが、彼の興を殺いだ者は死を免れず、彼の怨みを買った者は死ぬ事すら出来ないこの世の生き地獄に落ちる。
過去にカエサリオン一族に家族を皆殺しにされており、その復讐のためにあらゆる犯罪に手を染めていた。その姿がジャジメントのゴルトマンの目に留まり、ジャジメントに入った過去を持つ。その憎しみはカエサリオンを滅ぼしても消えることはなく、捕獲したカエサリオン一族を殺すことなく苦痛を与えながら「飼育」している。その様子は、脳髄のみを培養液に漬け込み管理する、といったあまりにも非人道的なもので、彼の狂気を象徴している。
カエサリオン一族を「根絶やしにした」ことからパカーディに憎まれているが、彼自身は彼女が復讐の道を歩かないで済むように最低限の資産は残しておいた。しかし彼女がルッカに資金提供し、ツナミと戦う道を選んだことから再び敵対することとなる。パカルートにおいては主人公達と立花二号のマフラーのチップを巡って争う展開となり、彼らに生体兵器ドラコをけしかける。バッドエンドではパカの脳髄のみを培養液の中で管理し、生き地獄を味わわせるという狂気が見られる。自身の全てであった復讐には独特の美学を感じているが、グッドエンドでは彼女が復讐の道に入らないことを望んでいる様子も見られる。そもそも立花二号のチップの件さえなければ「最初から手出しするつもりはなかった」とのこと。これらの要素から、彼自身は完全なまでに冷酷非情というわけでもなく、自分が認めた相手に対しては人情味を見せることが分かる。
ミスターKや6人組の存在は知っているようだが、6人組の計画をどこまで把握しているのかは謎。デウエスの消滅後はジオットの本性に気付かなかった犬井の招聘で会長に就任され、その際ツナミの名前をジャジメントに戻した。
大神 博之（おおがみ ひろゆき）
『4』から登場している元・大神ホッパーズエース。ツナミ日本支社長。追加イベントだけ登場。
元・オオガミグループ会長で6人組の1人だった大神美智男の息子で犬井と甲斐からグループ会長職を薦められるが拒絶している。
父に及ばないが経営の才能があるらしく反ツナミ連合による経営攻撃も自分の判断で切り抜いている。
ツナミの闇の部分に薄々気付いているが、それが氷山の一角だと気付いていない。
大江 和那（おおえ かずな） / ダークスピア
『10』に登場し、『11』では正義の味方という組織に属していた。
ツナミに編成する前にジャジメントを敵対視し、オオガミに加担していたためややこしい位置にいるがヒーロー達がツナミに襲われない様にツナミに加担している模様。
ボスだったブラックと一芝居打とうとしたが、生来の戦闘本能を抑えきれず本気を出してしまい、重傷を負わせてしまう。
戦闘能力は前作からさらに向上しており、ツナミ製の無敵の防御力を誇る（本人曰く「高度10000mからの落下でも無傷で済むほどの強度を持ち、14インチ砲の直撃にも耐えられる」）変身スーツを身につけているほか、超能力自体も強化しており「半径5m以内の敵の重力を操作する」「排水量5000トンの護衛艦を振り回す」「大量の海水の重力を変えて上空に持ち上げて落とす」「米海軍の空母を陸に放り投げる」「自分が触れていなくても5m以内なら重力を操れる」といったこともやってのけた。さらに、短時間であれば宇宙空間で行動する事も可能になっており、デイライトが対ヒーロー戦の切り札として用意していた人工衛星に爆弾を取り付け破壊するという荒業も見せている。しかし、この時は潜水病になりかけたと本人は語っている。
ブラックに重傷を負わせた罪悪感のためか好戦性には歯止めがかかっており、「11」では「努力目標」だった不殺も「誓い」に変わり、直接的に相手を殺す事は無くなった（相手が結果的に自殺・自滅することはある）。
ただしデイライトを逃がした際のセリフと「ケーケケケケ」という高笑いをしたこと、それに対するブラックの「戦闘マニア」という感想を見ると、鳴りを潜めてはいるが戦闘狂としての一面は残っている模様。
ピンク編のラストボスとも言える存在で、彼女を正義の味方に引き戻そうとした主人公とピンクの二人と対峙する。敗北後はヒーロー側に付き、打倒ツナミのために活動することとなる。またエンディングでは真央とピンクに見守られながら『10』の主人公と4年ぶりの再会を果たしていた。ところがこの際に不器用な性格故の照れ隠しからか、超能力者かサイボーグの一人だとして彼をボコボコにしてしまい、「未熟者」「4年ぶりの再会が台無し」とブラック、ピンクからそれぞれ言われてしまっている。
リセット座談会では裏サクセスに出られなかったことに不満を漏らしていた。
イワノフ
初登場以来転々と雇い主を替え、現在はジオットの護衛をしている大男。『3』『8』でも登場。
ジオット曰く「どこか壊れている人間」だが、ジオットの関係者の中ではまともな性格。
プロフィールが無く本名「イワノフ」とされるが、「イワン」と言われる場合もあり、『3』攻略本と『8』プロフィールと『8』攻略本と『ダッシュ』パワポケ図鑑の『3』プロフィールと『パワプロクンポケット大全』では「イワノフ」と表記され、『3』の登場人物のMr.リッチモンドと本作ではジオットから「イワン」と言われる。
デイライト
元・ジャジメントのSランク超能力者。黒人風の男性。光を屈折させ、操る能力を持つ。最新のサイボーグでもある。
彼が操る光は主に太陽光だが、体内に内蔵したワギリバッテリーを使って光を作り出すこともできる。また宇宙にあるレーザー衛星を操る力も持つ。
ジャジメントを裏切りオオガミに付いていたが両社が統合されたことでツナミで働くことになる。なお、ジャジメントを裏切った理由は「上司のルッカの態度に激怒した」から。
ブラックとダークスピアの二人を退けるなど（二人が本気を出していなかったというのもあるが）、実力は相当なもの。しかしピンクとの戦闘では主人公と合体したピンクに敗れ大破、ジオットからはヨーロッパに帰ることを命じられる。その後も懲りずにピンクと再戦を挑み、自らの切り札である人工衛星からのレーザー砲で自分以外の周囲を全て焼き尽くそうとするが、事前に大江和那が取り付けておいた爆弾を、衛星からのレーザーが放たれる前に起爆させており敗北(来日時点で先手を撃って衛星に爆弾を取り付けておいたとのこと)。
その後、ジオットに這い蹲って許しを請いたことが彼の怒りを買い、エアレイドに破裂させられ死亡した。なお、死の寸前に逃げようとしていた姿にもジオットの落胆を買っている。
TXクイーン
処分される危険性を考慮し戦闘用ロボットTXシリーズ200体をひきいてツナミから脱出したTXシリーズのボス。ガイノイド（女性型のアンドロイド）らしい。姿が不明だがプロフィールがシルエットで存在する。
ドラコ
ジャジメントが幸せ島で回収した、としおくんのデータから作り出した生体兵器。
全高3メートル、全長10メートルと巨体でホッキョクグマ並の体重。
ライフル弾を防ぐ程度の物性バリアーを展開する、火を吐くなどの能力を持つ。また人間を一咬みでバラバラにするほど顎の力は強大。
コスト・性能的にロボット兵器には及ばないものの、生物であるがゆえに「増える」ことが可能。また超能力も遺伝する。戦闘力は「13」のホンフー曰く「クラス4に該当する」との事。
パカーディルートにて、タイムマシンの情報が詰まったチップを追うジオットにより、主人公やパカーディを追い詰める目的で実験場に投入される。ただし、作中に登場する個体は実験目的で密かに持ち込まれたプロトタイプであり、様々な観測機器を搭載しているため泳ぐことができない。最終的に海に飛び込んだ主人公とパカーディを追ってダイブするが泳ぐことが出来ず、もがいているところをバリアが展開できない至近距離からの銃弾を受け倒された。
結果を見て、イワノフからは現行兵器に劣る点を指摘されていたが、ジオットは「人間を狩るには十分」「生命は機械よりよほど強い」として合格を出し、次期の生産計画に載せられた。「14」にも登場し、その内の一体にはグントラムの再生能力を持つレッドタイラントと呼ばれる個体が存在している。
エアレイド
ジオットの部下。ジオットに役立たずとされたSランク能力者であるデイライトを瞬殺するなど実力は未知数。ジオットと主人公がイベントで喫茶店で再会した際、主人公が不審な動きをすれば即座に店の中にいた全員を殺すつもりだったと述べるなど、残忍な性格。今作では姿は登場しない。
ツナミ工作員（ツナミこうさくいん）
サングラスに青髪に灰色ビジネススーツを着用して銃を所持している。本作の事件調査をした主人公達を襲撃したり、和桐を監視したりする等、本作でも様々な悪事を行う。画面の都合で全員同じ顔。

#### 反ツナミ連合
ルッカ
反ツナミ連合を組織する元ジャジメントの秘書。『9』から登場している。
今作ではツナミと対抗するために活動している。以前の確執から嫌っているピンクに協力を頼んだり、カエサリオン残党であるパカーディから資金提供を受けているが、計画の内容を理解していない人間に頼ることを屈辱に感じたりといった具合に苦労している。
色んな超能力者と手を組んでいるが、資金面でのツナミへの攻撃は大失敗したり、S級超能力者であるデイライトがジャジメントを抜けてオオガミに寝返った原因が彼女の態度だったことが判明したりと、信頼が薄い様子。
バジリスク
反ツナミ連合に所属する超能力者。
傷つけた物を生物、非生物問わず無差別に殺害する凶悪な能力を持ち合わせており、かつて飛行機からガラスの粉を撒くことで、吸った人間を無差別に殺害（ガラスの粉を吸引することで体内に傷が付くため）した。なお、この能力は本人の意思とは関係なく無差別に発動するようで、プロフィールによると、釣りのキャッチアンドリリースが出来ないらしい。よほど悪名が知れ渡っているのか、主人公にはバジーという偽名を使っている。ピンクルートにおいて和那に戦いを挑むも敗北、自爆することで刺し違えても殺そうとするが、ESPジャマーにより超能力は無効化され、アーマーの機能の一部を「殺し」、怪我を負わせることはできたものの、バジリスク及び他の戦闘員を死なせただけで終わった。更にルッカからは最初から期待していないということを言われてしまうなど散々であった。
反ツナミ連合工作員（はんツナミれんごうこうさくいん）
ルッカとバジリスクの部下。全員元・ツナミ工作員である為にツナミ工作員同様の姿。画面の都合で全員同じ顔。

#### 事件に関わりがある人物
中山 忠志（なかやま ただし）
主人公の大学時代の先輩。主人公が目を放した隙に姿を消してしまう。
OPで姿を消してしまい、後ろ姿だった為に顔が不明だったが、プロフィールが存在し顔を確認出来る。また、リセット座談会にも登場している。
主要人物ではないが、プロフィールではNo.2に登録。
和桐 文雄（わぎり ふみお）
『6』に登場した和桐製作所（現在はワギリ株式会社）の社長。
過去にテロ事件に巻き込まれていたため若干ノイローゼ気味になっていたが、今は前よりマシになってきているらしい。
謎のおねえさん
海外在住の洋服デザイナーで、とある企業の秘書を本職としている。自分の店を持ちたいという夢がある。
過去に『9』に登場しているが、髪型を変えているため気付き難い。その正体は夏目准。
リン〔RIN〕
プロの情報屋である人物（野崎維織）の依頼で、ELと共にハッピースタジアム（呪いのゲーム）について調査している。
雰囲気はクールな女性であるが妹（高坂茜）には滅法甘く、アバターも妹の姿をイメージしている（プロフィールにも妹離れした方がよいと記載されるほど）。
過去に『パワポケ8』に登場している。
白瀬 芙喜子（しらせ ふきこ）
『パワポケ8』に登場した元サイボーグ対策室の女性。追加イベントでのみ登場。
性格や夢は8当時となんら変わっていない模様。
正体はアンドロイドであるが、オオガミ時代からツナミに離反しているため酷い目にあっている様子。今作ではツナミの部隊に襲撃された渦木の助っ人として登場。その後立花二号が所持していた唐沢博士のメモリーチップを渦木に託した。今作で上守甲斐のプロトタイプであることが発覚する。
主人公曰く「人間じゃないみたいにカッコいい」「刃物のような人」らしい。
ブラック / 芹沢 真央（せりざわ まお）
前作に引き続いて登場。『パワポケ7』の彼女候補。正義の味方という組織のリーダーだったが、組織は解体状態になっている。
ダークスピア（大江和那）と一芝居打とうとしたが、返り討ちに遭って5000トンの護衛艦で叩かれて身体がほぼ真っ二つに裂かれる重傷を負い、眼帯をつけている。これにより、彼女が率いていたヒーローグループは自主解散でバラバラになってしまっている。しかし、ツナミへの反抗はまだ諦めておらず、様子を見ながら体制を立て直すため、意図的に再起を先延ばしにしている節も見受けられる。また、自分に重傷を負わせた和那に対しても特に恨んだりしておらず、両者の仲は良い。
呉 殺手（ン・サーソ）
パカーディの執事。この名前は通称であり、本名は捨てたらしい。元は旧支配者の一角である中国の巨大資本グループ・九百龍（ちゅうぱいろん）の殺し屋だった。
カエサリオン一族への復讐のためにジオットに殺された一族の一人、ディータの婚約者であり、まだ結婚をしていなかったことからジオットには見逃されていた。恋仲だった女性を殺された怒りからジオットへの憎しみは深い。またパカーディの執事として忠実な人物で、彼女が資産を失っても決して見捨てようとしない忠誠心を持っている。プロフィールによれば生身の人間でありながらサイボーグ以上の戦闘力を有しており、九百龍グループ在籍時は「龍」の名前で呼ばれていたこともあるらしい。なお、手段は選ばない性格。ルートによって展開が分かれる人物で、ピンクルートでは立花二号のマフラーのチップを狙って現れ、主人公やピンクと交戦する。パカルートではジオットが放った生体兵器ドラコの戦闘中、主人公にパカーディを託してひと噛みでバラバラにされ、死亡する。グッドの展開では最後、主人公達はドラコに止めを刺し、彼の仇を取っている。
ピエロ
『9』にも登場した謎のピエロ。ELと共に情報収集をしているほか、たまにELの本体に代わってアバターを操ることも。姿はELのアルバムのみに登場。

#### その他
伊藤 守（いとう まもる）
主人公の住むアパートの大家。面長の老人。開田の消失について主人公に対し、やや不信感を持っていた。
山井 浩之（やまい ひろゆき）
主人公の高校時代の野球部監督で、現在も監督を務めている。
歳をとり一人で指導を続けるのが大変になってきている。
田村 典子の父（たむら のりこのちち）
典子の父親。無職という理由で何かと主人公に関わってくる。
軽い性格で、話す内容は大概仕事に対する愚痴である。
娘思いでいい父親だが妻には逃げられている。後に死んでいたことが判明。
松田 文一（まつだ ふみかず）
平良木と共にアイドルユニットを組んでいた一人で、当時の名前は「フーミン」。現在はサラリーマンであり、妻子持ち。
口では現在も夢を諦めない平良木を批判しているが、内心では彼を応援している。
磯田 修一（いそだ しゅういち）
『11』より引き続き登場のマニアショップ「モビー」の店長。ドリルモグラーズの元コーチ。
今作でマニアショップ業を引退する。
凡田 大介（ぼんだ だいすけ）
『11』より引き続き登場の「凡田博物館」の館長。『2』・『5』の相棒。
相変わらずマニアなグッズを求め各地を放浪している。
今作で磯田から、「モビー」を譲り受ける。
小池 星南（こいけ せな）
雅美の子供。自分の名前を気に入っていない様子。
小池 美零（こいけ みれ）
雅美の子供で星南の妹。アニメ「コスモナイト・エース」が大好き。
黒野 鉄斎（くろの てっさい）
前作に引き続いて登場する自称悪の科学者。今作は名前のみ登場。ツナミに追われている立花の居場所を白状させるためツナミに監禁されている。
立花二号（たちばなにごう）
前作に引き続いて登場。
ある理由からツナミグループ一派に狙われている。
アルベルト・安生・アズナブル（アルベルト・あんじょう・アズナブル）
突然主人公の元に現れ、骨折をしながらも野球の指導を行う変な外国人。唯一表サクセス皆勤賞キャラクターでもある。
今作の主人公は野球選手ではないため、普段と勝手が違って困っていたが、それでも最終的に無理矢理野球の指導へ持ち込み骨折する。
荒井三兄弟（あらいさんきょうだい） / 荒井 金男（あらい かねお）、荒井 銀次（あらい ぎんじ）、荒井 晴男（あらい ぱるお）
シリーズお馴染みの迷惑な三兄弟で、ツナミの球団職員。主に甲子園優勝経験の自慢話や傍若無人な振る舞いで主人公に不快感を与えてくる。
今回も主人公の家に押しかけてくるが、やはり勝手の違いからかいつもよりキレが悪い。
千脇（ちわき）
世界で起こった不思議な出来事をホームページで徹底的に追求している青年で、記事のタイトルはB級映画のような雰囲気にしている。
主人公から呪いのゲームの相談にのった後、行方不明となる。
大五郎（だいごろう）
本作のマスコットキャラクターの犬で青色の大型犬。常に眠そうな顔をしている。
『パワプロクンポケット10』の主人公（『パワプロクンポケットじゅう』のしゅじんこう）
大江和那のアルバムで野球帽を被り私服を着用した後ろ姿で登場。和那と4年ぶりの再会を果たした。和那を「カズ」と呼ぶ。ところが和那の不器用な性格の照れ隠しで超能力者かサイボーグの1人だと誤解され暴力を振るわれてしまった。

### 登場組織
ツナミ / ジャジメント
世界最大の企業。『11』でオオガミがジャジメントを吸収合併して他の敵対組織である旧支配者（カエサリオン、九百龍）とアジムを打ち倒して設立した組織で『11』中盤まで「ジャジメント」という名前だった。『11』でグループ付けで組織名が呼ばれる際は「ツナミ・グループ」と表示されたが、本作以降「ツナミグループ」と表示。世界資産の半分を掌握して最先端技術を持つ。後に訪れるとされるカタストロフを回避する為に組織の全力をも持ち人類と戦争を行う「一撃計画」と呼ばれるプランを実行する。
『11』中盤まで初代会長はゴルトマン・シャムールだったが、神条紫杏が起動させたTXシリーズでゴルトマンが殺害され紫杏にジャジメントを乗っ取られた際は2代目会長が神条紫杏になった。『11』終盤で紫杏がルッカに毒殺され本作時点で会長不在だったが、終盤でジオットの本性に気付かなかった犬井灰根の推薦でジオット・セヴェルスが3代目会長に就任して、条件で「ツナミ」の名前を「ジャジメント」に戻し「一撃計画」のやらせを禁止した。
6人組
前作の『追加イベント』より登場の組織、ツナミグループを作り上げた組織であり、更に初期作品より登場の組織「プロペラ団」、『パワポケ3』と『パワポケ6』の一部事件などと大きくかかわってくる。
現在は生き残りである上守甲斐、犬井灰根、デウエス、ミスターKとツナミ日本支社長である大神博之が組織を動かしている。
カエサリオン
『パワポケ10』と『パワポケ11』に登場した組織。旧支配者を構成していた強大な地中海の資本グループ。現在では既に崩壊しているが、作中の一部の登場人物が深い関わりを持つ。

## 裏サクセス 秘密結社編
今作もRPG風の冒険活劇である。

### ゲームシステム
システムは『7』の「大正冒険奇譚編」と『11』の「ハタ人間編」を踏襲した構造になっている。
街をうろつき、街の人々から依頼されたクエストをこなすことで物語を進めていく。クエスト攻略時は3Dのフィールドを探索し、クエストクリアの手掛かりを探していく。
ストーリーは2章構成になっており、第1章は「再び地下水道へ」のクエストを最終日までにクリアすると1章はクリアになる。第2章ではうろつきコマンドと日数制限がなしのクエストのみで進行する。今までと違って第2章にもクリアの概念があり、「魔王城の冒険」の50階にいるボスを倒せば第2章はクリアとなる。それ以降はクエストをひたすらプレイしていくエンドレスモードとなり、データを消さない限りは永遠にプレイできる。
一部を除いて戦闘中に主人公が死亡したり、第1章で「再び地下水道へ」のクエストを最終日までにクリアできなかった場合はゲームオーバーになり、最後にセーブした所からやり直しになる。
再開時のペナルティとして、第1章ではお金と主人公のやる気が減ってしまい、第2章では第1章のペナルティに加えて何回もゲームオーバーになると仲間全員の信頼度と合成レベルが下がってしまい、「魔王城の冒険」のクエストでゲームオーバーになったりリセットすると、パーティに連れていた仲間が全員主人公が今まで行ったことのある階の最上層でオイセレに飲み込まれて連れて行かれてしまう。
前作の自動セーブはゲームスタート時のみであったが、本作ではクエスト開始時でも自動セーブが行われるようになった。ただし、クエスト中の中断セーブは第1章には一切ないので最後まで進んでクリアするか終了しないといけないが、第2章の「魔王城の冒険」のクエストでは中断セーブがあり、その階をクリアした後で次の階を行く前のメニューで「中断する」を選べば途中でやめることが出来る。
また上記に記載してあるバグが存在するためクエストによってはリセットをしなければならないものも存在する。

#### 仲間
仲間はうろつきに行って勧誘したりクエストをクリアしたりイベントなどで増やすことが出来、第1章は短い期間であるもののプレイ次第では全員仲間に出来る。
本作では前作の第1章のように戦闘不能になっても残りHPが1の状態で信頼度が減少するだけで復活するようになっている。ただし、信頼度が0になると脱退イベントが発生して仲間から抜けて2度と復帰しない。また、仲間によっては条件を満たさないと自動的に抜けてしまう。第2章の「魔王城の冒険」のクエストで戦闘中に仲間がやられた場合は、前作と同じようにやられた階で飲み込まれた仲間がオイセレになり、これを倒して脱出すれば復帰できる。なお、オイセレになってしまった場合に限り、信頼度は一切減らず救出すれば増えるようになる。

#### 戦闘
戦闘も前作と同じであるが、本作では主人公だけでなく仲間も行動できるようになっている。ただし、主人公のみに設定されているCPという指揮するためのポイントを消費しないと仲間の指示や主人公の行動選択や作戦が選べない。オート行動や何も選ばなかった場合は自動で行動になるがCPは消費しない。アイテムを使うときはCPは消費しない。なお、仲間の指示を消費するCPは信頼度で決まっており、クエストをクリアすると上がっていくが、戦闘中にやられたりクエストに長く連れていかなかった場合は下がり、イベントによって増減することもある。
クエストや戦闘などで獲得した素材のアイテムは錬金術で合成し、より強力な装備品などを作成することが出来る。レベルが高くなればなるほど、合成可能なレベルに達すると強力な装備品などが合成可能になり、合成結果が良い状態になりやすくなる。合成レベルは前作では最高レベル10の状態で始まっていたが、本作では最低レベル1（最高レベルは15）から始まる。前作と同じように一定のガラクタを集めることでレベルが上がる。イベントなどでレベルが下がってもこの方法で再び上げることも可能。

#### 選手作成
第2章からは野球人形に作成するための素材が追加され、野球人形用の素材で錬金術で合成してパーツを作成する。前作とは異なり、選手を作成するのは選手工房のモードではなくファイル内で作成するものになっており、素材はファイルごとに別々になっているので共有は出来ない。また、1度に作成できるのは1体ずつであり、1度作成を始めると完成するまで別の選手を作成したりやり直すことは出来ない。
選手の作成方法は前作とは大きく異なり、錬金術と同じように野球人形用の素材を合成して、合成すると能力が強化して許容量が上昇される。能力アップごとに表示される項目はあくまで参考であり、ランダムで普段より能力の上昇が多かったり、別の能力が身に付くことがあったり、能力が下がることもある。
野球人形には許容量が設定されている。強化した能力や結果によって許容量の上昇値は異なり、許容量が50%以上になれば選手登録できるようになるが、許容量が100%を超えた状態に許容量を上昇すると一定の確率で壊れてしまい人形が失敗作の素材となってしまう。許容量は能力に依存するので、強力な選手を作るには100%を超える必要がある。また、中和剤を使うことで許容量を少しだけ減らすことが出来るが、何度も使いすぎると減らなくなってしまうので、無限に強力な選手を作ることが出来ないようになっている。
変性剤を使うとランダムで能力が上がるが、たまに能力が下がることがある。能力以外で特殊能力をつけるときは特殊能力用の素材を集めて、これを能力アップと同じように合成することで身に付いて強化することが出来る。
特殊能力は余白がある分だけ身に付けられ、ランダムで取得する「特殊能力」と「強い特殊能力」があり、「強い特殊能力」ではまれに超特殊能力が付くことがある。能力アップすることで鍵マークが1つ開放して、身に付けることが出来る余白が増えることがある。

### あらすじ
ベルデンの街の空に「それ」が現れたのは、夏の終わりの頃だった。
それは空に浮かぶ城。神の御枝か、悪魔の仕業か。
目にした誰もが話のタネにしたが、それはただ静かにじっと夜空に浮かんでいた。
そして始まる。人間と魔族の戦いの物語。

### 登場人物
人物の右の数字は初登場作品。

#### 主要人物と仲間
主人公(全作品共通)
銀の盾に所属する錬金術師。ベルデンに現れた飛行城を捜査するためにベルデンにやって来る。
カイダ(開田具智：12)
前作までの裏サクセスで相棒を勤めていたオチタに代わって相棒を務める。年齢は15歳で主人公の弟子だが、主人公が色々な事を教えてくれないため不満になっている。
戦いは未熟で戦闘に一切参加せず、ただ冒険についてきているだけである。
コウ(柿本晃平：11)
一流の腕を持つが面倒くさがり屋の戦士。とある過去を清算したいらしい。
ドリー(神田奈津姫：9)
女ハンター。かなりの美人。家族を吸血鬼に殺されたため吸血鬼を憎んでおり、復讐のためイゾーという悪魔と契約を交わしている。彼女自身が人間の脅威となりかねないため、銀の盾の監視下に置かれている。
トレロ(疋田光司：10)
銀の盾の駆け出しハンターで、最初に仲間になる。優秀な斥候で、外部との交渉もこなす。
結婚相手の条件は12歳以下の人でどちらかといえば女の子がタイプ。
「トレロ（闘牛士）」は偽名であり、本名は不明。
ロック・ガークィン(六学院竹助：9ミニ)
ビストランドの傭兵。もとはベルデンの町の市長の護衛だったが、ある出来事が切っ掛けで主人公の仲間になり、飛行城の事件後護衛をクビになった。
料理の腕は超一流である。
アッシュ(川合直来〔アッシュ〕：12)
ベルデンで出会う傭兵。バトルマニアで主人公に初対面で喧嘩を売るが、後に彼の仕事に同行することに決める。
主人公の名前を「本物」と呼び、主人公は偽者がいるみたいな呼び方だと嫌がっているが、本人は呼び名を変えるつもりはないらしい。
彼の姿は、本来表サクセスのアバターであるが、裏サクセスで新規に作成された。
ノエル(雪白冬子：8)
ベルデンの近くにある村に住む村娘。可憐な外見とは裏腹にやたら気合が入っている。
ハルツグの妹であるトウコと瓜二つらしい。
マキムラ(牧村耕造：8)
ハルツグに仕える執事。ハルツグからの依頼を主人公の元に持ってくる。
ハルツグのエピローグを登録して、彼のイベントを最後までこなさないとエピローグを登録することができず、ハルツグのエピローグと同時に進行しなければならないので、仲間の中で登録条件は最も難しい。
マルチナ(温水ちよ：9)
盗賊でノースの下で働いている。幼い頃、戦災で両親と生き別れた所をノースに拾われた。ある場所で会い、お金を盗まれてしまうが、後に仲間にできる。
イーベル(天月五十鈴：10)
銀の盾に所属する狩人の女性。戦闘技術も中々のもの。料理と道筋を覚えるのが得意。
「親しい人物を不幸にする」呪いにかかっているが、シズヤの力で押さえられる。
フランシス・ミネイリ(デスマス：11)
魔狩人。皮肉屋でおしゃべり。誰かに魔物の嫌疑をかけて失脚させる仕事をすることもある。
アマルダ・レーセン(天本玲泉：4)
伝説の魔女と名前が似た女性。いつもニコニコしている。怒ると怖い。
特定条件を満たさないと仲間に出来ないという特殊な人物。
サラ(芳槻さら：10)
氷の姫君と呼ばれる魔族。主人公を好いている。
存在感が薄いことが彼女のコンプレックスである。
一人では生きていけないタイプ。
ハルツグ(雪白晴継：8)
貿易商であり魔術師。マキムラの主人でもある。マキムラと並んでエピローグの条件は非常に難しい。
メモリー(芽森わん子：ダッシュ)
ライカンの女の子で人間の姿に変身したり、犬の姿になることが出来る。カイダに助けられ、養ってもらうためについてくる。
トモ・コモリー(森友子：8)
年齢は18歳で宿の女将。とても強気で責任感があるが、空回りすることも。料理の上手さは下の下でパンを焼いた場合、硬くて食べられそうにないほど。
第1章ではイベントのみの登場で、第1章でイベントをこなすとクリア後に仲間となる。そのため、仲間に加わるのは事実上第2章からである。

#### ザム団・敵キャラクター一覧
シアン・シンジョーネ(神条紫杏：10)
ザム団の三幹部の紅一点。美しい女性に見えるが、体が虫で構成されている魔族。元は人間で、挙式日に夫と村の人間全てを皆殺しにされ、本人も虫の大群に生きたまま屠られ、激しい憎しみでレブナントとして蘇った。
ソネ・ミューラー(曽根村：2)
1500年以上生きているサソリの魔獣。ザム団の三幹部の一人で実質的なリーダー。
これまでの裏サクセスと同じく冷酷であるが、今回は協力的な同志に囲まれているためか珍しく仲間思いでもある。
ハキム(ハキム：11)
ザム団の三幹部の一人で正体は巨大な甲虫（スカラベ）。いつもフードを着ている。シアンとよく喧嘩するが、本心では大切に思っている。
ヘルモンド(智林昭雄：6)
元は高名な魔物ハンターだったが、消息不明となっていた。
本人は吸血鬼との一騎討ちで死んでいたらしく、魔王の魂を埋め込まれ復活する。
姿は蝶（グラフィックはどちらかというと蛾）の魔物になっている。
カミカワ(上川辰也：8)
ザム団の一員で50歳にもなっていない若手バンパイア。
カウンシルでの地位が最低ランクで焦っていたためザム団と手を組むが、後にザム団と無縁になり好き勝手に行動し始める。
ザム団のメンバーをも驚かせる奇策を度々思いつく。
ジオット(ジオット・セヴェルス：12)
ザム団に加担する高いランクのバンパイアでカリスマ的存在。
人間ドミノという悪趣味な人殺しゲームの主催者だった。
グントラム
別名「ライカンの王」。
ライカン一派のボスで元々は軍人。野心に満ちた凶悪なライカン。
ソネとの親交がある。
後に「13」の裏にも登場し、「14」では表に逆輸入されて登場。
ハンス
ライカンの男の子で元々は人間。ライカンになってしまった時、迫害されたために人間を恨んでいたが、家族や友人を殺すことが出来なかったために殺されてしまう。
ゼルマル
人間時は二流の魔術師でグントラムの忠実な部下。人をライカンに変える方法を編み出した。
ゲンティン(源地震太郎：11)
ザム団の一員で盗賊団のボス。ハキムに何度か怪物の姿に変えられてしまう。
第1章で最終的には改心して主人公らの手助けをしてくれる。盗賊はやめない模様だがザム団からは手を引いている。
第2章の「魔王城の冒険」のクエストにも登場して、アイテムを補給させるために（ただし、補給ではなくお金による購入）主人公をサポートしてくれる。
主人公達には「あまり強そうには思えない」と思われたり、名前をよく間違われる、存在自体を忘れられてしまうなど出番の多さに比べて脇役中の脇役の存在。
親戚にゼトという盗賊がいるが、グラフィックは同じものを使い回されている。
盗賊団(古沢小一郎：2)
ザム団の下っ端の中の下っ端。
ブルーノ・ライチュー(バジリスク：12)
ゾイエルン王国で何人もの大臣を輩出してきた一族の伯爵。
悪魔崇拝者であり、これに関するあらゆる嫌疑や告発を権力を巧みに用いて跳ね除けてきた。皮肉にも、全く身に覚えの無い謀反の濡れ衣を着せられるという形で失脚する。
アキミ(高城秋生：4)
ノエルと知り合った女性。
正体は狼女（半ライカン）で女性のみを狙った連続殺人犯。
ピエロ(ピエロ：9)
ピエロの格好をした魔物(？)。性格がしつこくうっとうしい。主人公が偶々目に付いてつきまとう。
キーボード(電視炎斬：9)
半分体がゾンビ化している神になろうとした男。何かと「キーボード！」と叫ぶ。
ゴルトマン(ゴルトマン：9)
2000年以上も生きている老バンパイア。

#### 銀の盾
リン(リン：8)
神出鬼没な銀の盾の情報伝達係。
仕事に関してはプロ中のプロで、どんなに危険が付きまとっていても任務を正確に全うできる。
シロタ(城田鉄幹：9)
銀の盾の会長。神父の格好をしているが「ニセ神父」である。
過去に自分の組織のトップが魔物であったため、退治してしまった例がある。
ルッカ(ルッカ：9)
銀の盾の司令官の様な存在で、自称「完璧なハンター」だが、周囲からは信用されていない様子。
なお、開発当初は仲間として登場する予定だったが、何らかの事情により見送られた。

#### その他関わりのある人物
カリムー(狩村正己：11)
農場で働く人。子供がいる。
元地下水道の管理人であったがザム団に口止めされている。
ジーマ(真島涼子：11)
農場に住む女の子。育ちが貧しいため学校で勉強することができないらしい。マルテン曰くけっこう美人らしい。
第1章で最後までイベントを完結すると、第2章で主人公のサポートキャラとして登場するようになる。仲間にはならないが、合成のための非常に良い素材を何度でも持ってきてくれるが、やっていることはストーキングに近く、主人公を困惑させる。
マルテン(槌田壮太：11)
ジーマの弟。ザム団に誘拐され地下水道に囚われているところを主人公に助けられる。性格の悪いところもあるが、姉を学校に行かせてほしいと頼むなど優しい面もある。
ニンゲツ男爵(任月高志：2)
ベルデンの市長で街の活性化を図っているが、ロックに頼りきっていてほとんど無能である。
ヘルガ(ヘルガ：6)
プハイム王国の城伯。後世では「名将ではないが最高の軍人」と評価されるほど優秀な人物。
ザム団であるシアンとの接触により、魔族との接触を疑われ男爵にまで格下げになった。
パカーディ(パカーディ・ハイネン：12)
プハイム王国の王子で女性。ザム団の一件を上手く利用してプハイム王国の地位を強烈に押し上げた。性格は攻撃的。
シズヤ(シズヤ：11)
主人公が少年時代に召喚した魔物だったが主人公の術が不安定だったために別次元の狭間に何度も飛ばされた苦労人。
主人公やイーベルに好意的で色々と手助けしてくれる。
最初は敵として登場するが、イベントをこなしていけば第2章で主人公のサポートキャラとして登場するようになる。素材集めやレベル上げなどをするための繰り返し可能なクエストや、色んなアイテムを持ってきてくれるなど、様々なサポートをしてくれる。
イオ・レヴィン(野崎維織：9)
イオ家のお嬢様。話す事はほぼ思いつきで自由に話す。
サラを実の妹の様に可愛がっており、彼女を銀の盾の監視下に置いたのは面倒を見たかったからである。
ジュン(夏目准：9)
レヴィン家のメイドで、イオからの命令を忠実にこなす。今作はあまり腹黒いところを見せず、クールに徹する。
ノース(北乃政男：10)
マルチナの拾い主だが、かなりセコイ性格をしており、都合が悪くなると掌を返したように態度が変わる。
ミタカ(三鷹光一：1)
小説家で色々なところを歩き渡っている。
カメダ(全作品共通)(亀田光夫：1)
毎回ガンダーロボに乗って主人公と戦い、色々な世界を放浪する男だったが、どんどん扱いが酷くなっていき、今作ではただ魔物にいじめられる役へと成り下がる。その上、ガンダーロボもザム団に奪われてしまう。

## 試合進行型育成モード グッピー
試合だけで選手を育成するモード。好評につき前作より引き続き実装された。選手名は完全にランダムであるところは前作と同じであるが、本作では選手の肌色やミニ顔もランダムに決められており、ミニ顔に関しては全員パワプロ君の顔ではなくパワポケ8からパワポケ10まで表示されたプロ野球選手やごく一部のアレンジチームの一般選手の4種類の基本パターンで表示されており、全員異なるミニ顔と選手の肌色で表示される。
通常勝負の試合数は前作より3試合増え、全13試合までプレイできる。これに伴い、通常勝負の一部を除いた野手の初期能力は前作に比べてさらに弱い状態で始まるようになっているが、投手の初期能力は前作に比べて若干強い状態で始まるようになっている。また、試合数が増えたことで能力の上昇する量も前作に比べて下がり、前作のような強力な選手を作るのは少し難しくなっている。
本作は最大3人までの選手登録に加えて、新たに全選手をアレンジチームとしてのチーム登録が出来るようになった。ただし、チーム登録した場合はチーム間の選手移動が出来なくなり、俺ペナでの再育成も出来ない。チーム登録できるようになったため、前作の応援曲はデビルスターズと同じであったが、差別化するようにグッピーズ専用の応援曲に変更された。
今回の対戦相手は前作と異なり、通常勝負で試合中などの特定条件を満たすと通常とは異なるチームと対戦可能になった。このため、和桐バブルス（6表）、ジコーンズ（12の敵チーム）を除く本作に登場する全てアレンジチームと対戦可能になった。
ギリギリ勝負の対戦相手は前作と同じであるが、通常勝負と同じく、和桐バブルスは登場しない。
通常勝負の対戦相手
| 試合 | 通常の対戦相手                           | 特定条件を満たすと対戦できる相手                       |
| ---- | ---------------------------------------- | ------------------------------------------------------ |
| 1-2  | 日の出高校（4）/花丸高校（7）            | -                                                      |
| 3    | プロ6球団（※1）                          | 親切高校（10）/極亜久高校（1）                         |
| 4-5  | プロ6球団                                | -                                                      |
| 6    | プロ6球団                                | 大神ホッパーズ（8）/デンノーズ（12）                   |
| 7    | プロ4球団（※2）                          | ドリルモグラーズ（2）                                  |
| 8    | プロ4球団                                | ブギウギビクトリーズ（9）/ブラッドバタフライ2軍（6幸） |
| 9    | 2009年のペナントで優勝した巨人/日本ハム  | 火星オクトパス（3）                                    |
| 10   | 巨人/日本ハムの9回戦で対戦しなかった相手 | 火星オクトパスと対戦した場合は巨人/日本ハムのどちらか  |
| 11   | ナマーズ（11のアレンジ）                 | -                                                      |
| 12   | ガンバーズ（ダッシュのアレンジ）         | -                                                      |
| 13   | デビルスターズ（全シリーズのアレンジ）   | -                                                      |

（※1：プロ6球団=西武、ロッテ、オリックス、横浜、広島、ヤクルトの6球団の中からランダム1チーム）
（※2：プロ4球団=ソフトバンク、楽天、中日、阪神の4球団の中からランダム1チーム）
なお、9回戦以降からは相手チームの全選手の調子は常に絶好調になっており、一部を除いたマイナス特殊能力が発動しなくなっている。

## 12球団収録選手一覧
選手名および球団名は2009年9月初旬時点のデータを搭載したものである。なお、チーム配列は2009年シーズン終了時の順位ではなく2009年10月初旬時点の順位に準拠しており、2009年シーズン終了時の順位と異なっている。
ウグイスコールや顔写真のデータがゲーム内に存在するが、配信はされなかった選手がいる。

## スタッフ
- 企画 - パワポケチーム
- ストーリー進行 - 西川直樹
- ストーリー作成 - パワポケチーム員
- ディレクター - 西川直樹
- プログラム - 岩碕一男、西川直樹、山本拓、三浦陵介、博多幸博
- グラフィック - 萩原千香子、大木賢二、島津豪、西村正竜、白部薫里、藤岡謙治
- サウンド - 上西隆仁、渋谷郁夫、諸田直久、田中昭一、寒川真澄、渡邊紀如、田川義浩、木村雅彦、白山貴史、木村香真良、大林圭一郎、古谷光広
- マニュアルデザイン　パッケージなど - 村上幸秀（パッケージ＆ソフトウェアマニュアルデザイン）、神谷将康（パッケージCGデザイン）
- チェッカー - 奥田康雄、近藤明彦、ほか チェッカーのみなさん
- 実況 - 堀江良信
- 場内アナウンス - 吉川朋江(セイ)
- 協力 - （株）サウンズ・ユー、（株）セイ
- マーケティング - 松村謙（マーケティング）、小津貴央（宣伝）、近藤利弘（宣伝）、御所園亮（宣伝）、益田敏雄（広報）、福田絵里（広報）、山本竜彦（WEB）、横山浩基（WEB）、佐々木寿治（WEB）、篠田和文（WEB）、櫻井秀幸（営業）、吉田宗弘（営業）
- ライセンス - 荒木茂、深田武
- 選手データ作成スタッフ - パワプロプロダクション選手データ班
- 販売 - ゲームソフト営業部のみなさん
- ありがとう スペシャルサンクス - 小林康治、東出太一、中道誠、川本典男、このゲームをあそんでくれたみんな
- パワプロプロダクション - 上原和彦
- パワプロクンポケット12プロデューサー - 藤岡謙治
- （社）日本野球機構承認、NPB BIS プロ野球公式記録使用
- (C)SEIBU Lions、(C)オリックス野球クラブ（株）、(C)HOKKAIDO NIPPON-HAM FIGHTERS、(C)CHIBA LOTTE MARINES、(C)Rakuten Eagles、(C)SoftBank HAWKS、(C)YOMIURI GIANTS、(C)阪神タイガース、(C)中日ドラゴンズ、(C)広島東洋カープ、(C)ヤクルト球団、(C)横浜ベイスターズ
- (C)2009 Konami Digital Entertainment
- KONAMI